# Joseph Coste
Joseph Coste (Vilallonga de la Salanca, 1892 - ?) va ser un militar rossellonès que participà en la primera guerra mundial.

## Biografia
Allistat per combatre a la Gran Guerra, el 1916 era caporal del 142è regiment d'infanteria, destinat al fort de Vaux (Damloup, Meuse) en qualitat de corneta. Durant una setmana, del 31 de maig al 6 de juny del 1916 i en el context de la batalla de Verdun, el fort patí importants atacs de les tropes alemanyes. El dia 6, amb la guarnició emmetzinada pels gasos tòxics i el fum, sense aigua ni altres mitjans per continuar la resistència, el coronel Raynal ordenà retre la posició. El corneta Coste, sota un intens bombardeig enemic, feu el toc de rendició; es creu que l'acte salvà de la mort els quatre-cents soldats francesos encara reclosos al fort. Sembla que el mateix Kronprinz felicità i destacà l'actuació del corneta.

El seu municipi natal li dedicà la plaça principal, i una placa en recorda l'actuació: 
| « | Par sa bravoure et son courage, devint l'un des héros du fort de Vaux, s'est ajouté à la liste des Villelonguets inscrits sur le monument aux morts qui ont vaillamment défendu notre pays de 1914 à 1918. | » |
| — | |   |